# إيرني ماكورميك
إيرني ماكورميك (16 مايو 1906 في أستراليا - 28 يونيو 1991) (بالإنجليزية: Ernie McCormick)‏ هو لاعب كريكت أسترالي. شارك مع منتخب أستراليا الوطني للكريكت.

## وصلات خارجية
- إيرني ماكورميك على موقع إي آس بي آن كريك إنفو (الإنجليزية)